# Mizuno Asahi
Mizuno Asahi (水野 朝陽 (Thủy-Dã Triều-Dương) 12 tháng 11 năm 1990 –) là một thợ làm móng, tarento và nữ diễn viên khiêu dâm người Nhật Bản. Cô thuộc về công ti C-more ENTERTAINMENT.

## Sự nghiệp・Đời tư
Cô sinh ta tại Tokyo. Tháng 2/2013, cô ra mắt ngành phim khiêu dâm với tư các là nữ diễn viên kyonyū tóc ngắn và cao.
Cô bắt đầu tham gia công ti chủ quản hiện tại khi vào ngành. Ban đầu, cô nói rằng "tôi muốn xem qua phim trường nơi các video đó được quay, nên tôi đã lên kế hoạch làm việc đó và rời đi một cách lặng lẽ", tuy nhiên việc đó bị cấm, và sau khi nhìn thấy những người làm việc nghiêm túc trong ngành, các nữ diễn viên được người hâm mô hỗ trợ tại các sự kiện, cô bắt đầu hủy lệnh hạn chế phương tiện truyền thông.
Sở thích của cô là nấu ăn, đạp xe và sở thích của cô là chơi bóng rổ, bắn cung và bơi lội.
1/12/2018, cô thông báo trên Twitter rằng cô sẽ ngừng các hoạt động của bản thân (nghỉ việc) vào tháng 2/2019. Trong một cuộc phỏng vấn sau khi nghỉ việc, cô nói rằng cô vẫn làm việc bán thời gian với tư cách là nhân viên bán đồ may mặc từ khi vào ngành đến khi nghỉ việc.
17/11/2020, cô thông báo sẽ trở lại với tư cách là nữ diễn viên khiêu dâm trên YouTube. Tháng 4/2021, cô xếp thứ 23 trong bảng "bầu cử nữ diễn viên phim khiêu dâm SEXY đang hoạt động 2021" của Asahi Geino. Sau khi trở lại ngành, cô tiếp tục làm việc với tư cách là thợ làm móng. Tháng 5/2022, cô xếp thứ 28 trong bảng "bầu cử nữ diễn viên phim khiêu dâm SEXY đang hoạt động 2022" của Asahi Geino. Trong cùng tạp chí, người viết bình luận rằng sự mập mạp xung quanh khu vực dạ dày của cô sau khi trở lại ngành khá gợi cảm.
22/5/2023, phim của cô "BAZOOKA khuyến mãi lớn phim hay với ngực lớn và gay cấn nhất bản giới hạn không cắt của mùa đông dành cho người hâm mộ dài 2749 phút" (BAZOOKA 冬の大感謝セール コスパ最強ノーカットベスト爆乳限定2749分) (BAZOOKA) đã xếp thứ nhất trên bảng xếp hạng sàn video FANZA hàng tuần.